# Suvaja (Bosanski Petrovac, BiH)
Suvaja je naseljeno mjesto u općini Bosanski Petrovac, Federacija Bosne i Hercegovine, BiH.

## Zemljopis
Mjesto se nalazi na cesti Bosanski Petrovac - Bosanska Krupa. Jednim dijelom je na ravnici koja pripada Medenom polju, drugim dijelom na obroncima Grmeča, omeđen uzvišenjima Obljaj, Kosa i Stražbenica. Iza ove prirodne granice još su dva zaseoka, Trnovac i Marjanovića Do koji je sav na Grmeču. Kroz selo protiče potok Suvaja, po kojem je selo i dobilo ime, ali samo za vrijeme velikih kiša, tako da je selo uglavnom bezvodno i ime mu odgovara stvarnosti. Potok izvire iz nekoliko vrela, Zebinovac, Sana, Kamenica, Urljaj i Lijeska. Dobro se ukopao u kamenito korito tako da mu na jednom mjestu tok prelazi u klisuru.

## Povijest
U selu postoje dvije gradine, jedna na vrhu Obljaja a druga kod Suvog vrha. 

## Stanovništvo

### 1991.
Nacionalni sastav stanovništva 1991. godine, bio je sljedeći:
ukupno:  315
- Srbi - 307
- Jugoslaveni - 5
- ostali, neopredijeljeni i nepoznato - 3

### 2013.
Nacionalni sastav stanovništva 2013. godine, bio je sljedeći:
ukupno: 110
- Srbi - 109
- Bošnjaci- 1